# San Martín Zar
San Martín Zar (en euskera Sanmartinzar) es una localidad del municipio burgalés de Condado de Treviño, en la Comunidad Autónoma de Castilla y León (España). 

## Localidades limítrofes
Confina con las siguientes localidades:
- Al norte con Moscador de Treviño.
- Al noreste con Arana.
- Al sureste con San Martín de Galvarín.
- Al sur con Moraza.
- Al oeste con Taravero.
- Al noroeste con Dordóniz.

## Historia
Así se describe a San Martín Zar en el tomo XI del Diccionario geográfico-estadístico-histórico de España y sus posesiones de Ultramar, obra impulsada por Pascual Madoz a mediados del siglo XIX:

Aldea en la provincia, audiencia territorial y capitanía general de Burgos (18 leguas), partido judicial de Miranda de Ebro (3), diócesis de Calahorra (11) y ayuntamiento de Treviño (1); Situada sobre un alto en un valle llamado Tenebrón, donde la combaten por lo regular los vientos N y S; goza de una temperatura bastante templada y las enfermedades que se padecen con más frecuencia son algunos constipados. Tiene 6 casas, una escuela de primeras letras concurrida por 12 niños, inclusos los que asisten de Taravero, Arana y Moscador, cuyo maestro está dotado con 20 fanegas de trigo; 2 fuentes dentro de la población y otras tantas en el campo; una iglesia parroquial (San Martín), servida por un cura párroco y un cementerio a distancia de un tiro de bala del pueblo. Confina el término N Arana; E y S Moraza, y O Taravero y Villanueva. El terreno participa de monte y llano; le baña un arroyo de poco caudal que se forma de las referidas fuentes; hay un monte poblado de robles, encinas, espinos y brezos, y una dehesa con robles muy crecidos, la cual produce yerbas de pasto para el ganado de labor. Caminos: los que dirigen a Moraza, Taravero, Treviño y a la carretera de Vitoria y Logroño. La correspondencia se recibe de Treviño. Producciones: trigo, cebada, maíz y patatas; ganado vacuno, mular, cabrío y lanar, y caza de sordas, liebres y algún zorro. Industria: la agrícola. Población: 4 vecinos, 15 almas. Capital productivo: 8.000 reales. Imponible: 259.
Diccionario geográfico-estadístico-histórico de España y sus posesiones de Ultramar

## Demografía
Evolución de la población
| Gráfica de evolución demográfica de San Martín Zar entre 2000 y 2017 |
|                                                                      |
| Población de derecho (2000-2017) según el padrón municipal del INE   |

## Patrimonio
Hay una iglesia dedicada a san Martín obispo.